# Quinquelaophonte capillata
Quinquelaophonte capillata är en kräftdjursart som först beskrevs av C. B. Wilson 1932.  Quinquelaophonte capillata ingår i släktet Quinquelaophonte och familjen Laophontidae. Inga underarter finns listade i Catalogue of Life.